# Esna-Stauwehr
Das Esna-Stauwehr (arabisch قناطر إسنا, DMG Qanāṭir Isnā, englisch Esna Barrage) ist eine Talsperre über den Nil bei Esna in Ägypten.
Das Esna-Stauwehr wurde zwischen 1906 und 1908 gebaut, um das von der wenige Jahre zuvor gebauten, ca. 170 km flussaufwärts gelegenen Assuan-Staumauer zurückgehaltene und bevorratete Nilwasser während der Niedrigwasserperiode in den Aṣfūn-Kanal einzuleiten. Dieser Kanal bewässert auf einer Länge von 120 km die Felder links des Nils. Auf der rechten Flussseite wurde später ein noch weiter reichender Kanal gebaut. Zur genauen Regulierung erhielten die Kanäle große Einlaufbauwerke.
Das 1945–1947 verstärkte Esna-Stauwehr dient seit dem Bau des 1990 fertiggestellten Esna-Damms auch nicht mehr als Straßenverbindung. Die jetzige Straßenverbindung bei Esna über den Nil führt über den Esna-Staudamm, welcher auch die jetzige Esna-Doppelkammer-Nilschleuse beinhaltet.

## Beschreibung
Das Esna-Stauwehr steht 500 m unterhalb des Einlasses des Aṣfūn-Kanals. Die Gewichtsstaumauer hat einen geradlinigen Grundriss, ihre Dammkrone ist 874 m lang, an sie schließt sich am westlichen Ufer ein rund 25 m breites Schleusenbauwerk an, mit einer 16 m breiten, nicht mehr in Betrieb befindlichen, Schleusenkammer und einer Drehbrücke für die auf der Dammkrone verlaufende zweispurige Straße. Auch diese Straße ist nicht mehr befahrbar, da diese durch Sperren an beiden Nilseiten geblockt ist. Die Fundamentplatte der Mauer besteht aus Granit-Werksteinblöcken aus Assuan, die Pfeiler aus Sandsteinblöcken aus den historischen Steinbrüchen von Gebel Silsila mit einem Kern aus Bruchsteinmauerwerk. Die Mauer hat 120 Grundablasstore, die jeweils 5 m breit und von 2 m starken Pfeilern eingerahmt sind und von zwei großen Portalkranen auf der Dammkrone bedient werden. Jeder zehnte Pfeiler ist jedoch 5 m stark, so dass sich eine lange Reihe mit Gruppen aus jeweils zehn Toren ergibt. Die Bögen der Tore wurden wegen der schlechten Qualität des Lehms in der Gegend nicht aus Ziegelsteinen, sondern aus Beton gefertigt.

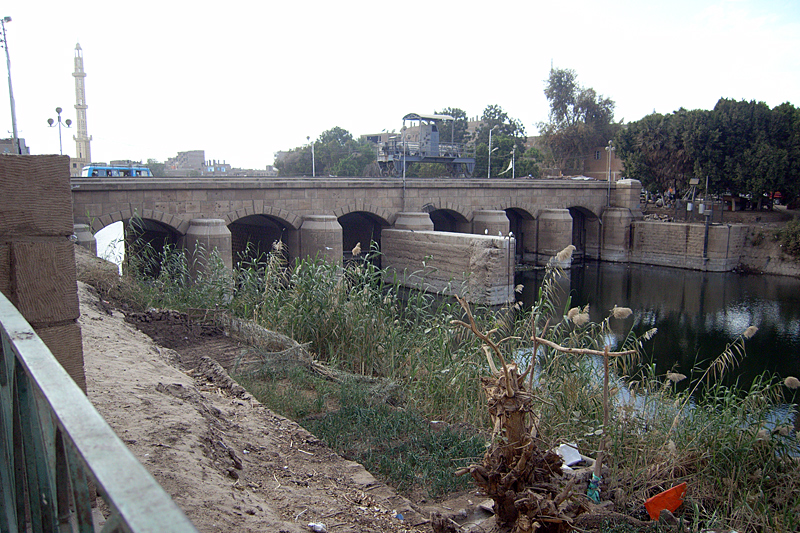
Einlassbauwehr des Aṣfūn-Kanals

Das Einlassbauwerk zum Aṣfūn-Kanal (englisch Esna Head Regulator) steht in Esna rund 120 m nach dem Beginn des Kanals. Es hat sechs jeweils 5 m breite Einlasstore. Eine Schleuse ist hier nicht vonnöten. Über das Bauwerk führt eine zweispurige Straße mit breiten Gehwegen.

## Geschichte
Muhammad Ali Pascha hatte während seiner von 1805 bis 1848 dauernden Herrschaft über Ägypten den Bau der Delta Barrages befohlen, die zwar erst nach seinem Tod fertiggestellt wurden, mit denen aber die Umstellung der Bewässerungsmethoden am Nil von der saisonalen Bewässerung in Überschwemmungsbassins zur ganzjährigen Bewässerung durch Kanäle eingeleitet wurde.
Der Khedive (Vizekönig) Ismail Pascha hatte von 1867 bis 1873 den Ibrahimiyya-Kanal angelegt, in erster Linie um seine Zuckerrohrfelder ganzjährig bewässern zu können.
Nachdem sich die Sanierung der Delta Barrages als erfolgreich erwiesen hatte, begannen die Briten, die ganzjährige Kanalbewässerung in großem Umfang einzuführen. Dazu wurde Nilwasser an der 1902 fertiggestellten Assuan-Staumauer zurückgehalten und bevorratet und zunächst mit dem Asyut-Stauwehr kontrolliert zwischen dem Fluss und dem Ibrahimiyya-Kanal verteilt. 1903 folgte das Zifta-Stauwehr am Damietta-Arm im Nildelta zur besseren Bewässerung der dortigen Felder.
Das Esna-Stauwehr war danach das nächste und das erste Stauwehr unterhalb von Assuan. Es wurde von Sir Arthur Webb geplant und unter der Leitung von M. MacDonald zwischen April 1906 und Dezember 1908 von dem Unternehmen Sir John Aird & Co. gebaut. Es versorgte die Felder der Provinz Qina mit Wasser und schützte sie vor Dürre in den Jahren mit niedrigem Wasserstand.
Das Esna-Stauwehr wurde 1945–1947 verstärkt, um die Stauhöhe um zwei Meter auf 4,5 m anheben zu können.